# Guise
Pour les articles homonymes, voir Guise (homonymie).
Guise ([ɡɥiz]) est une commune française située dans le département de l'Aisne, en région Hauts-de-France. 
Elle est principalement connue pour le Familistère de Guise.

## Géographie

### Localisations
Guise se situe dans le nord de l'Aisne, entre les anciens pays du Vermandois et de la Thiérache, à mi-distance entre les villes de Saint-Quentin et de Vervins.

### Communes limitrophes
| Vadencourt | Lesquielles-Saint-Germain | Villers-lès-Guise             |
| Proix      | Guise                     | Flavigny-le-Grand-et-Beaurain |
| Macquigny  | Audigny                   |                               |

### Hydrographie
La commune est située dans le bassin Seine-Normandie. Elle est drainée par l'Oise, le ruisseau des Fonds, le canal du Moulin et l'Oise,,.
L'Oise prend sa source en Belgique, à 309 mètres d'altitude, dans l'ancienne commune de Forges et se jette dans la Seine à 20 mètres d'altitude, au Pointil en rive droite et en aval du centre de Conflans-Sainte-Honorine dans le département des Yvelines. D'une longueur 341 kilomètres, elle est presque entièrement navigable et bordée de canaux sur 104 kilomètres. Les caractéristiques hydrologiques de l'Oise sont données par la station hydrologique située sur la commune de Flavigny-le-Grand-et-Beaurain. Le débit moyen mensuel est de 11,2 m3/s. Le débit moyen journalier maximum est de 201 m3/s, atteint lors de la crue du 16 juillet 2021. Le débit instantané maximal est quant à lui de 218 m3/s, atteint le 15 juillet 2021.

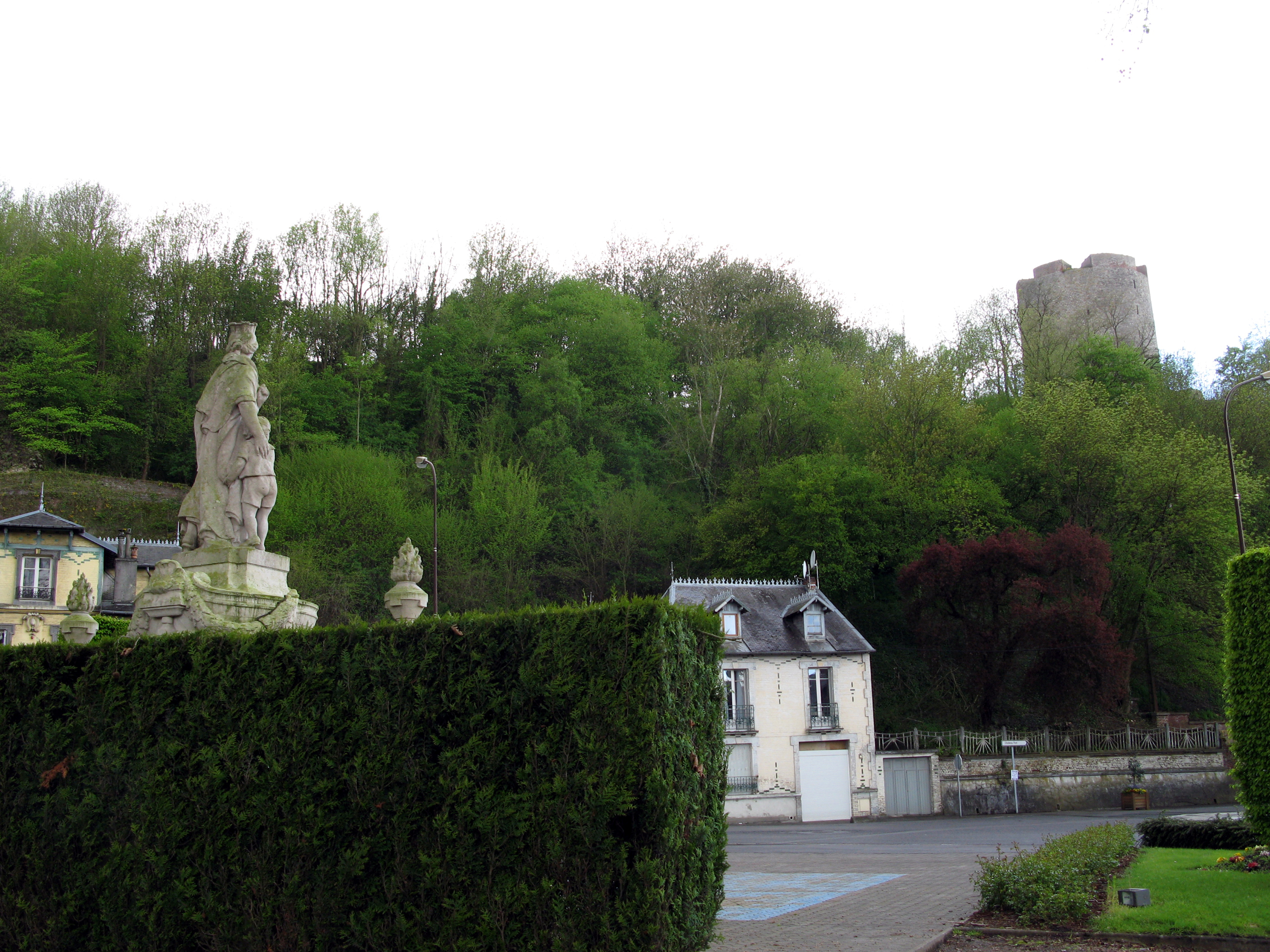
Château fort sur la butte.
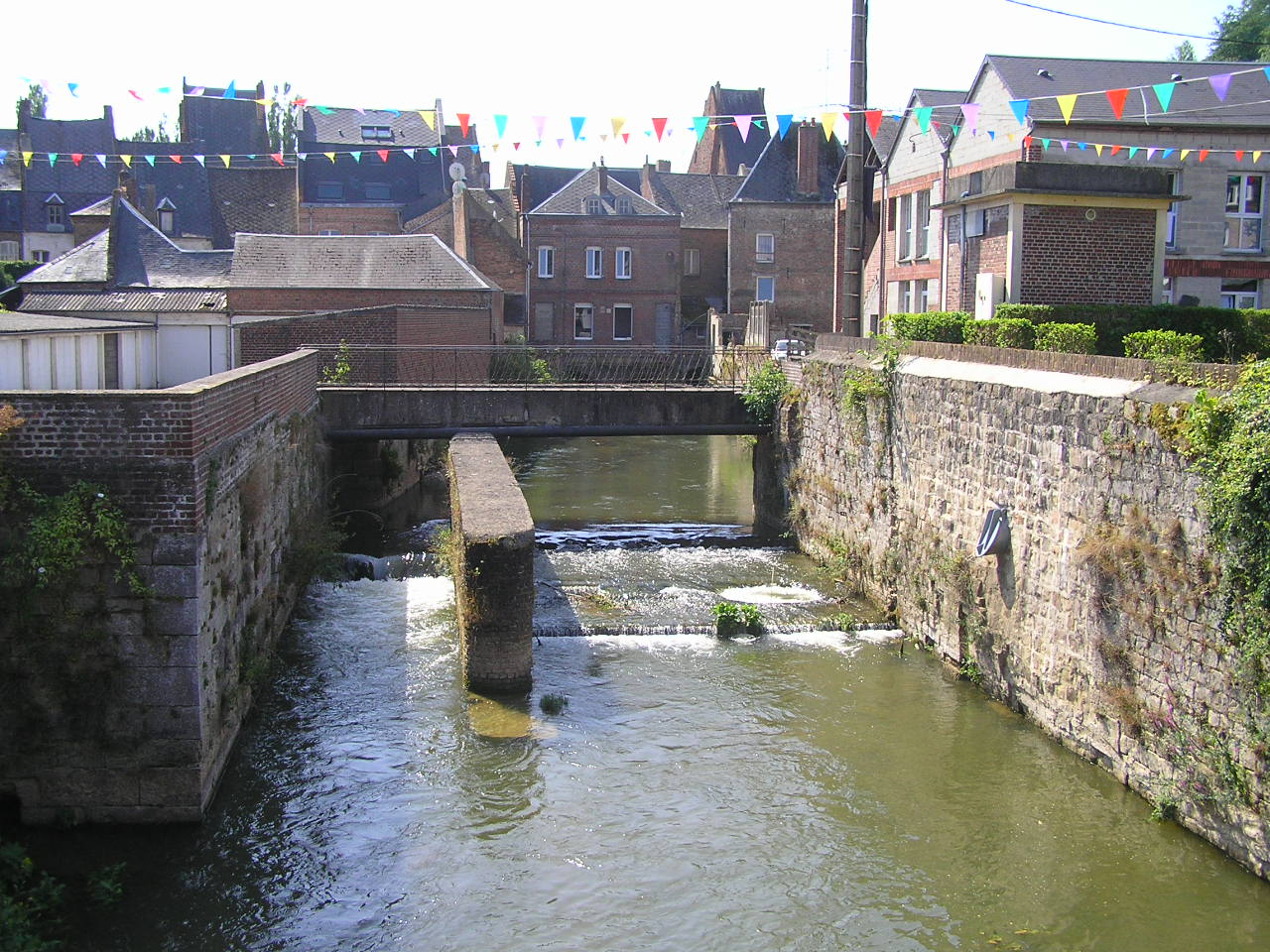
L'Oise.
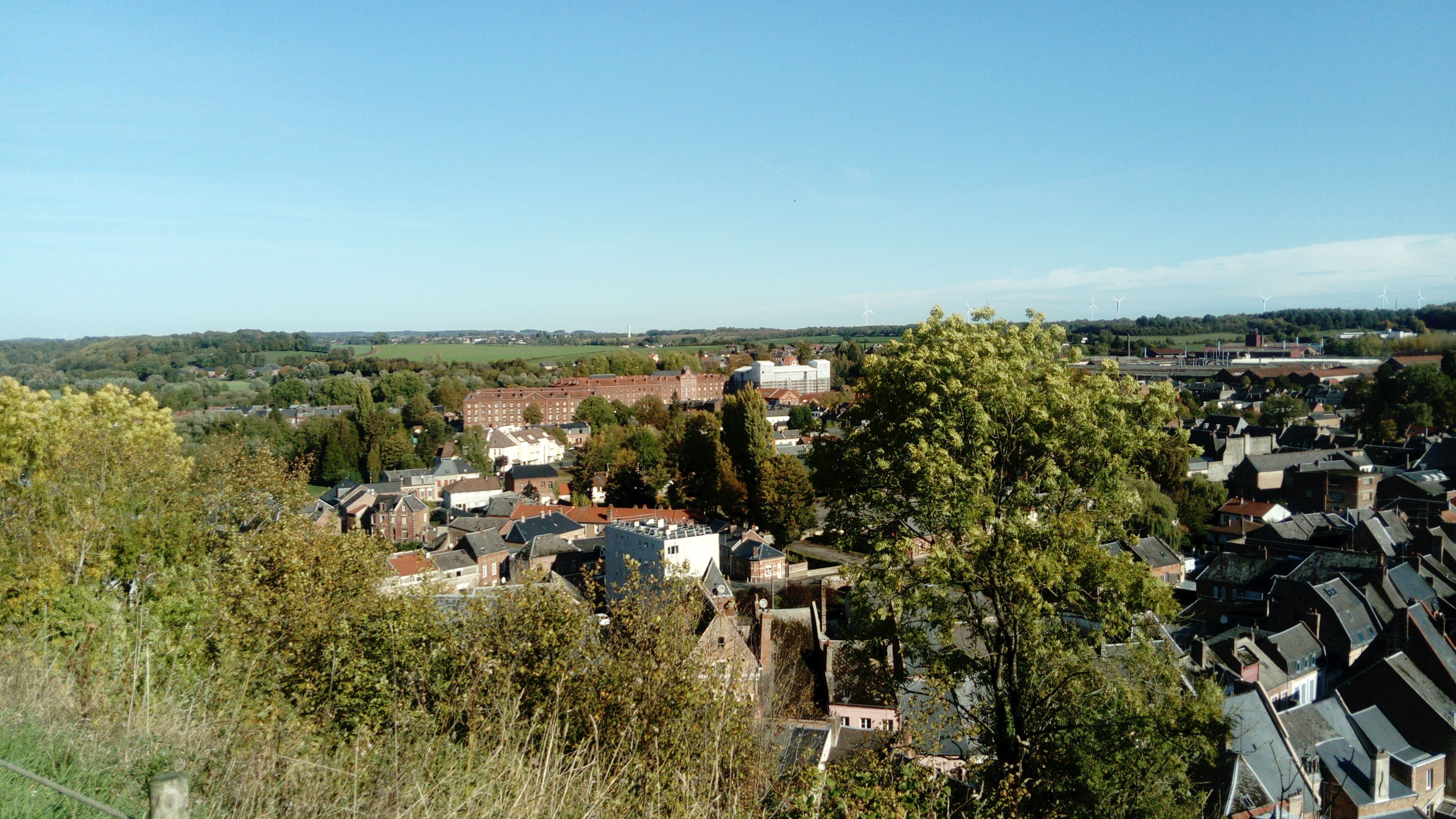
Panorama de la ville depuis le château.

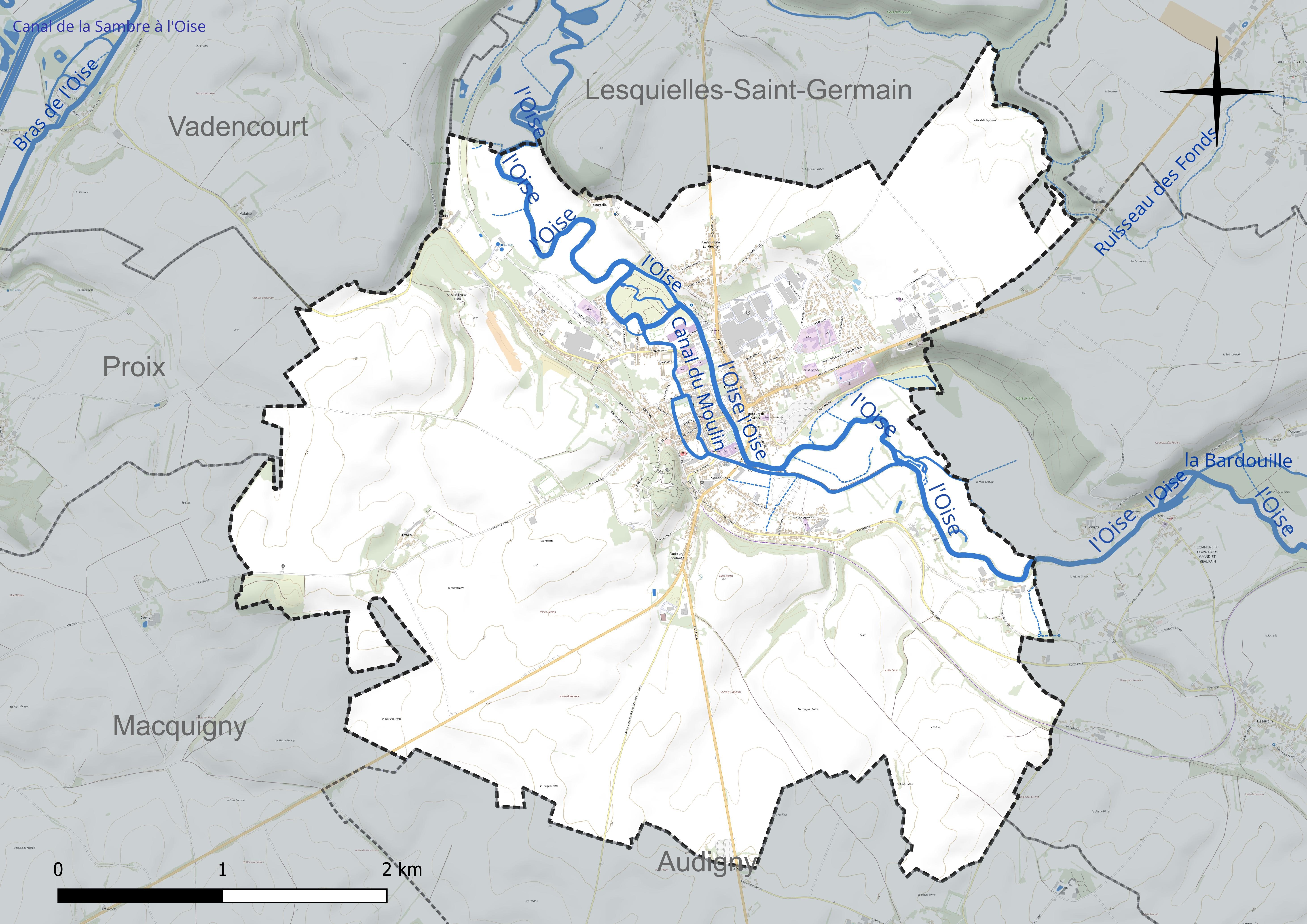
Réseau hydrographique de Guise.

### Climat
Pour des articles plus généraux, voir Climat des Hauts-de-France et Climat de l'Aisne.
En 2010, le climat de la commune est de type climat océanique dégradé des plaines du Centre et du Nord, selon une étude du CNRS s'appuyant sur une série de données couvrant la période 1971-2000. En 2020, Météo-France publie une typologie des climats de la France métropolitaine dans laquelle la commune est exposée à un climat océanique altéré et est dans la région climatique Nord-est du bassin Parisien, caractérisée par un ensoleillement médiocre, une pluviométrie moyenne régulièrement répartie au cours de l'année et un hiver froid (3 °C).
Pour la période 1971-2000, la température annuelle moyenne est de 10,2 °C, avec une amplitude thermique annuelle de 14,9 °C. Le cumul annuel moyen de précipitations est de 766 mm, avec 12,5 jours de précipitations en janvier et 9,1 jours en juillet. Pour la période 1991-2020, la température moyenne annuelle observée sur la station météorologique la plus proche, située sur la commune de Fontaine-lès-Vervins à 20 km à vol d'oiseau, est de 10,5 °C et le cumul annuel moyen de précipitations est de 826,3 mm,. Pour l'avenir, les paramètres climatiques de la commune estimés pour 2050 selon différents scénarios d'émission de gaz à effet de serre sont consultables sur un site dédié publié par Météo-France en novembre 2022.

## Urbanisme

### Typologie
Au 1er janvier 2024, Guise est catégorisée bourg rural, selon la nouvelle grille communale de densité à 7 niveaux définie par l'Insee en 2022.
Elle appartient à l'unité urbaine de Guise, une unité urbaine monocommunale constituant une ville isolée,. Par ailleurs la commune fait partie de l'aire d'attraction de Guise, dont elle est la commune-centre,. Cette aire, qui regroupe 21 communes, est catégorisée dans les aires de moins de 50 000 habitants,.

### Occupation des sols
L'occupation des sols de la commune, telle qu'elle ressort de la base de données européenne d'occupation biophysique des sols Corine Land Cover (CLC), est marquée par l'importance des territoires agricoles (83,4 % en 2018), en diminution par rapport à 1990 (85,2 %). La répartition détaillée en 2018 est la suivante : 
terres arables (65,3 %), prairies (12,8 %), zones urbanisées (12,1 %), zones agricoles hétérogènes (5,3 %), zones industrielles ou commerciales et réseaux de communication (2,2 %), forêts (2,2 %).
L'évolution de l'occupation des sols de la commune et de ses infrastructures peut être observée sur les différentes représentations cartographiques du territoire : la carte de Cassini (XVIIIe siècle), la carte d'état-major (1820-1866) et les cartes ou photos aériennes de l'IGN pour la période actuelle (1950 à aujourd'hui).

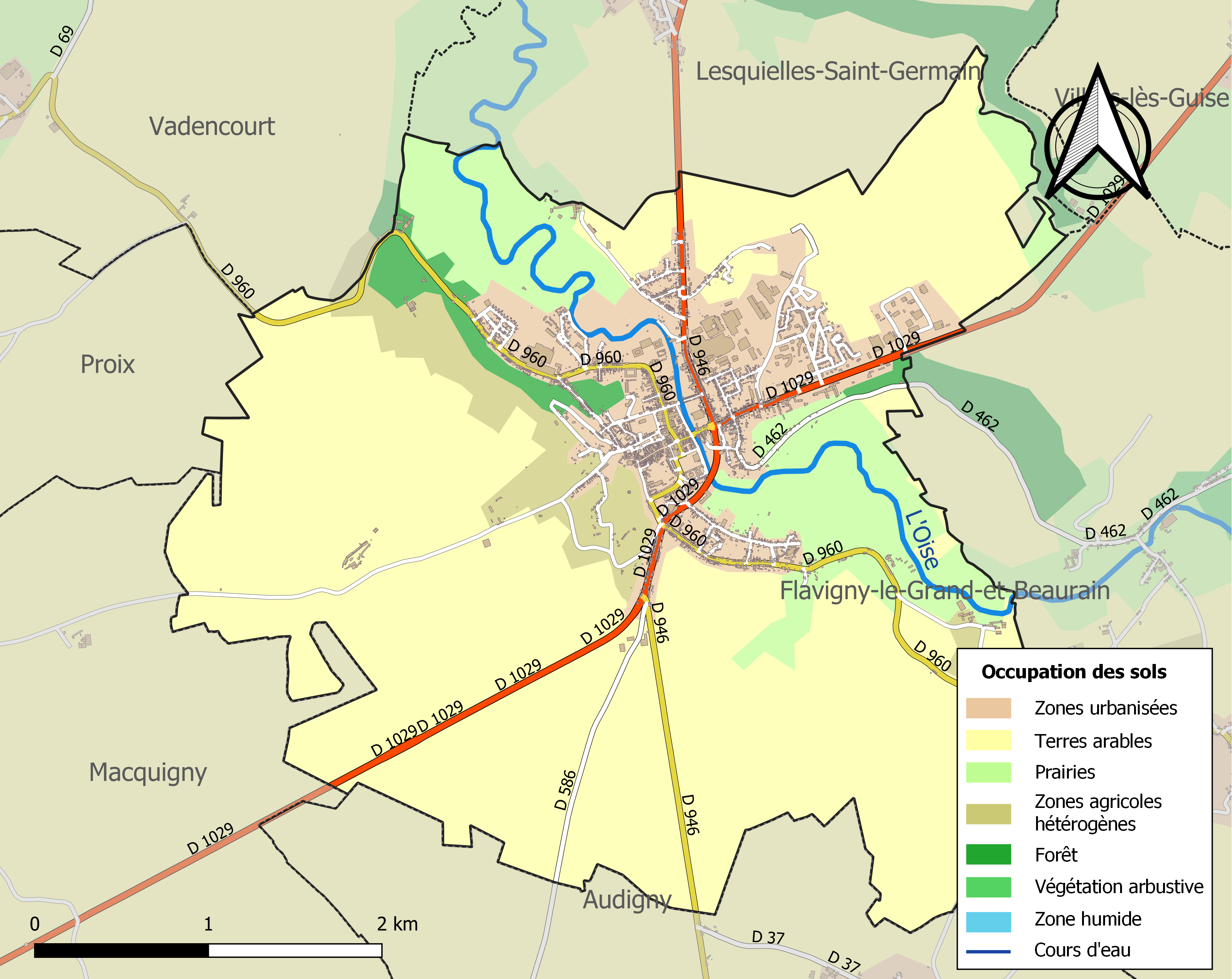
Carte de l'occupation des sols de la commune en 2018 (CLC).

## Toponymie
Le nom de Guise est issu d'un mot en ancien allemand, Wiese (« pâturage » ou « pré »). La ville a aussi été appelée Wieze en flamand et en néerlandais.
Le village et le premier château au XIe siècle se nomment en latin médiéval Guisia, ce qui est attesté pour 1050,.
Durant la Révolution, la commune porte les noms de Beaupré et Réunion-sur-Oise.
Au XXIe siècle, une étymologie populaire (erronée) de Guise est « gué sur l'Oise » (le nom de l'Oise en ancien français étant « Ise »).

## Histoire

### Moyen Âge et Époque moderne

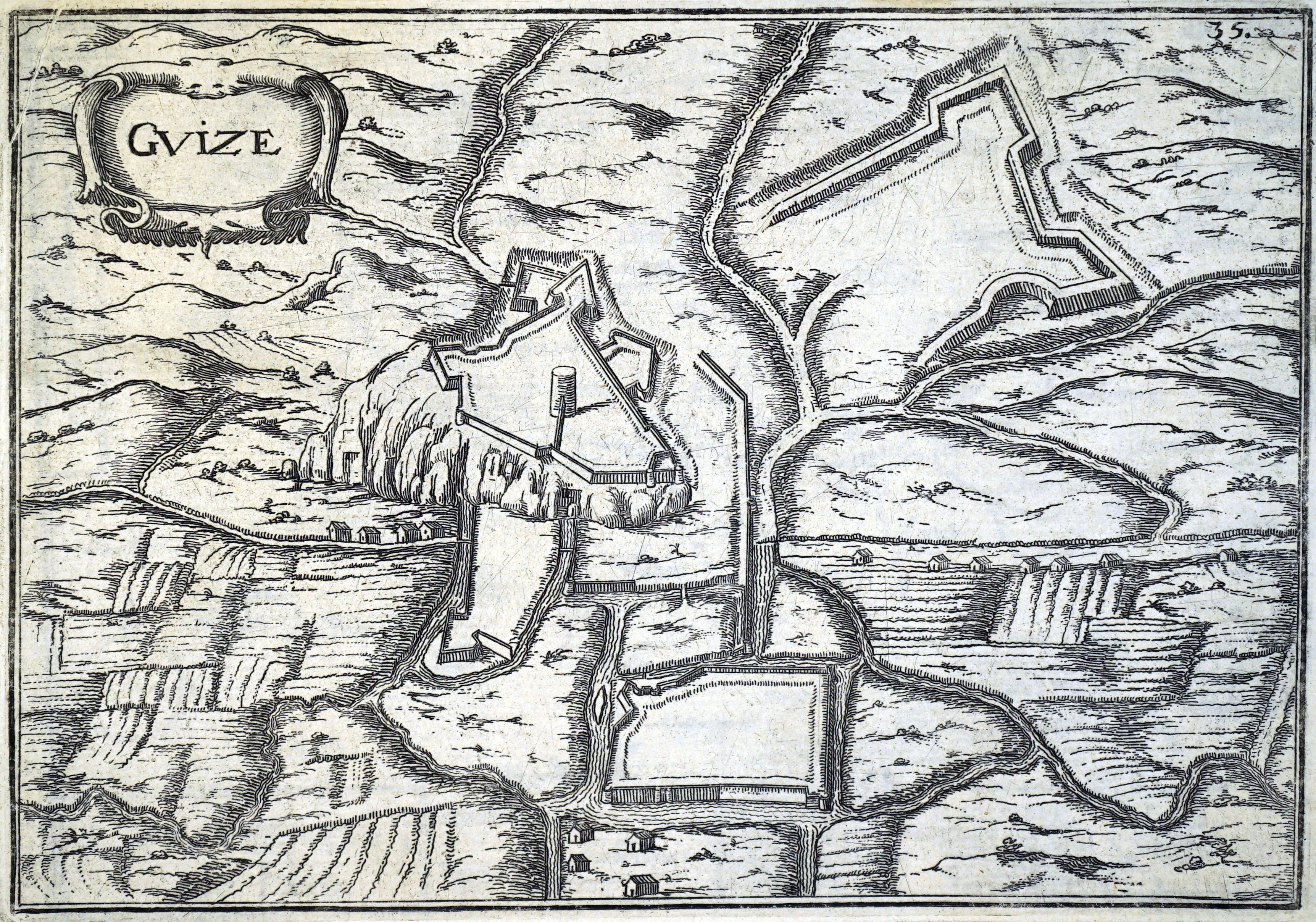
Plan de Guise, par Christophe Tassin, 1634.

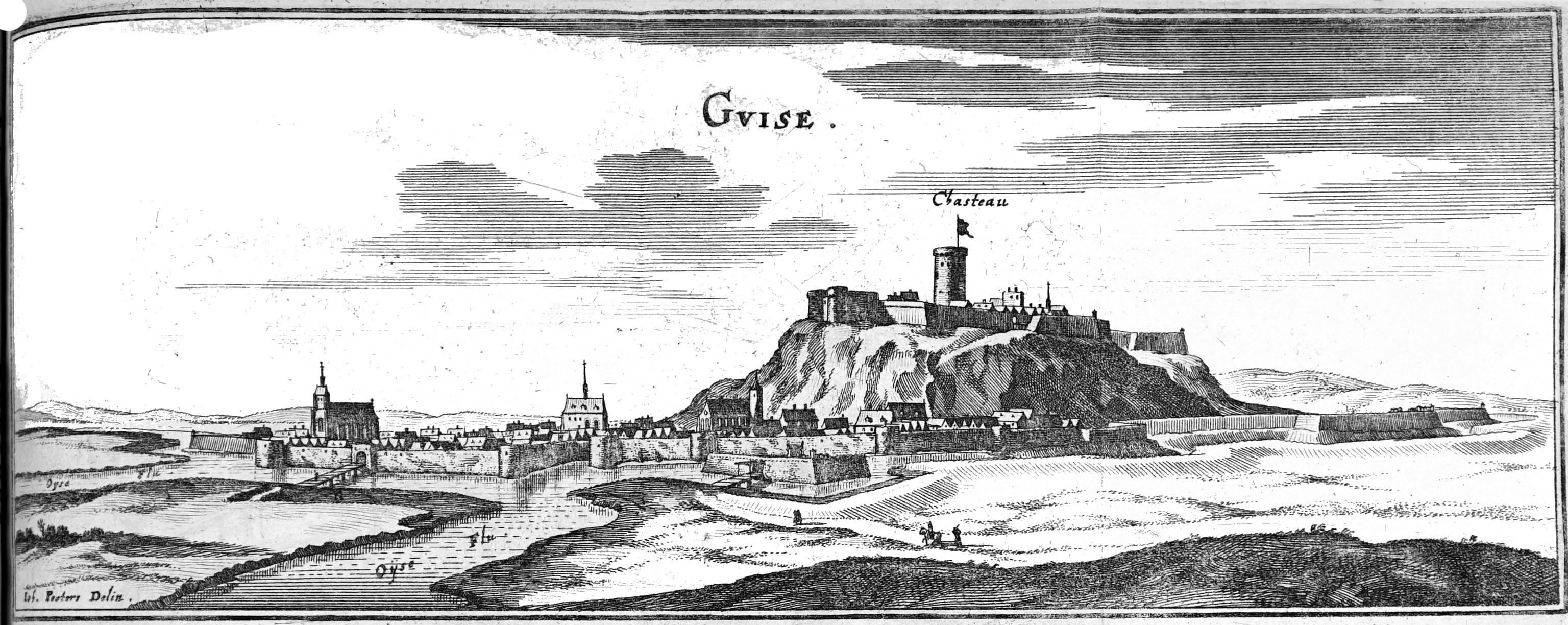
Vue de la ville autour de son château, d'après un dessin de J. Peeters publié dans Topographia Galliæ, 1656, bibliothèque Carnegie (Reims).

La bourgade de Guise, capitale excentrée de la Thiérache, s'est développée à l'ombre d'un puissant château fort placé sur ses hauteurs. La terre de Guise est qualifiée de comté à partir du XIIIe siècle[réf. souhaitée] elle est érigée en duché-pairie en 1528. Les seigneurs de Guise, comtes puis ducs de Guise, sont issus d'une branche cadette de la maison de Lorraine.
La forteresse de Guise contrôle la rivière Oise. Il existe, encore aujourd'hui, d'importants vestiges de cette bourgade fortifiée, élément du système de fortification du Nord du royaume de France au temps de la Renaissance, même si la forteresse et la ville ancienne sont sorties très abîmées de la Première Guerre mondiale.
À la mort du duc Louis II d'Anjou son père (1417), le roi René d'Anjou reçoit la terre de Guise qui sera érigée en comté[réf. souhaitée] par son beau-frère le futur Charles VII. Les Anjou sont partisans du dauphin et le duc de Bedford, régent au nom du roi d'Angleterre Henri VI, confisque leurs possessions au nord de la Loire et attribue Guise à Jean II de Luxembourg-Ligny, qui prend Guise en 1425.

### Époque contemporaine
Guise, chef-lieu de pays sous l'Ancien Régime, devient chef-lieu de canton de l'arrondissement de Vervins du département de l'Aisne en 1790.

#### Industrialisation
La ville de Guise est aux premières loges de l'expérience sociale de Jean-Baptiste André Godin au XIXe siècle. Il choisit Guise pour y implanter son phalanstère, lieu de vie communautaire imaginé par l'utopiste Charles Fourier : le familistère de Guise.
L'essor des transports pondéreux sur l'Oise et la révolution industrielle du XIXe siècle permettent plus concrètement le développement de la ville desservie par le chemin de fer du Nord ainsi que l'implantation d'usines modernes. Parmi ces dernières, qui viennent compléter l'activité des carrières et de la tannerie, de la métallurgie et de la fonderie, la maison Godin produit des appareils de chauffage : les poêles Godin.

#### Anciennes voies ferrées
De 1875 à 1966, Guise a eu un important trafic ferroviaire. À partir de la gare, inaugurée en 1892, aujourd'hui désaffectée et transformée en habitation, les voyageurs pouvaient partir pour de nombreuses destinations ; d'abord vers Saint-Quentin, par Lesquielles-Saint-Germain, Origny-Sainte-Benoite, Ribemont grâce à la ligne de chemin de fer secondaire de la Compagnie du chemin de fer de Saint-Quentin à Guise, exploitée de 1875 jusqu'en 1966, date de la dernière desserte de voyageurs de la ville.
En 1896 est créée la ligne de Laon au Cateau qui passe par Guise, fermée au service voyageurs en 1937. De 1900 à 1950, on peut utiliser une autre ligne de chemin de fer secondaire, celle du chemin de fer de Guise au Catelet en passant par Seboncourt et Bohain. À partir de 1910, le chemin de fer de Guise à Hirson dessert la ville en passant par Beaurain. Cette ligne est fermée à la desserte voyageurs en 1951 puis au trafic marchandises en 1976.
Pour éviter de contourner la butte du fort, un tunnel de plus de 500 m a été creusé. Il a eu la particularité d'abriter sous sa voûte deux lignes de chemins de fer d'écartements différents. Une voie métrique (d'écartement d'1 m) et une voie normale (d'écartement d'1,435 m), comme on peut le constater sur la carte postale prise par les Allemands au cours de la Première Guerre mondiale. Ce tunnel très endommagé par les bombardements a été reconstruit après 1919 et existe encore de nos jours ; ses extrémités sont fermées par des grilles.

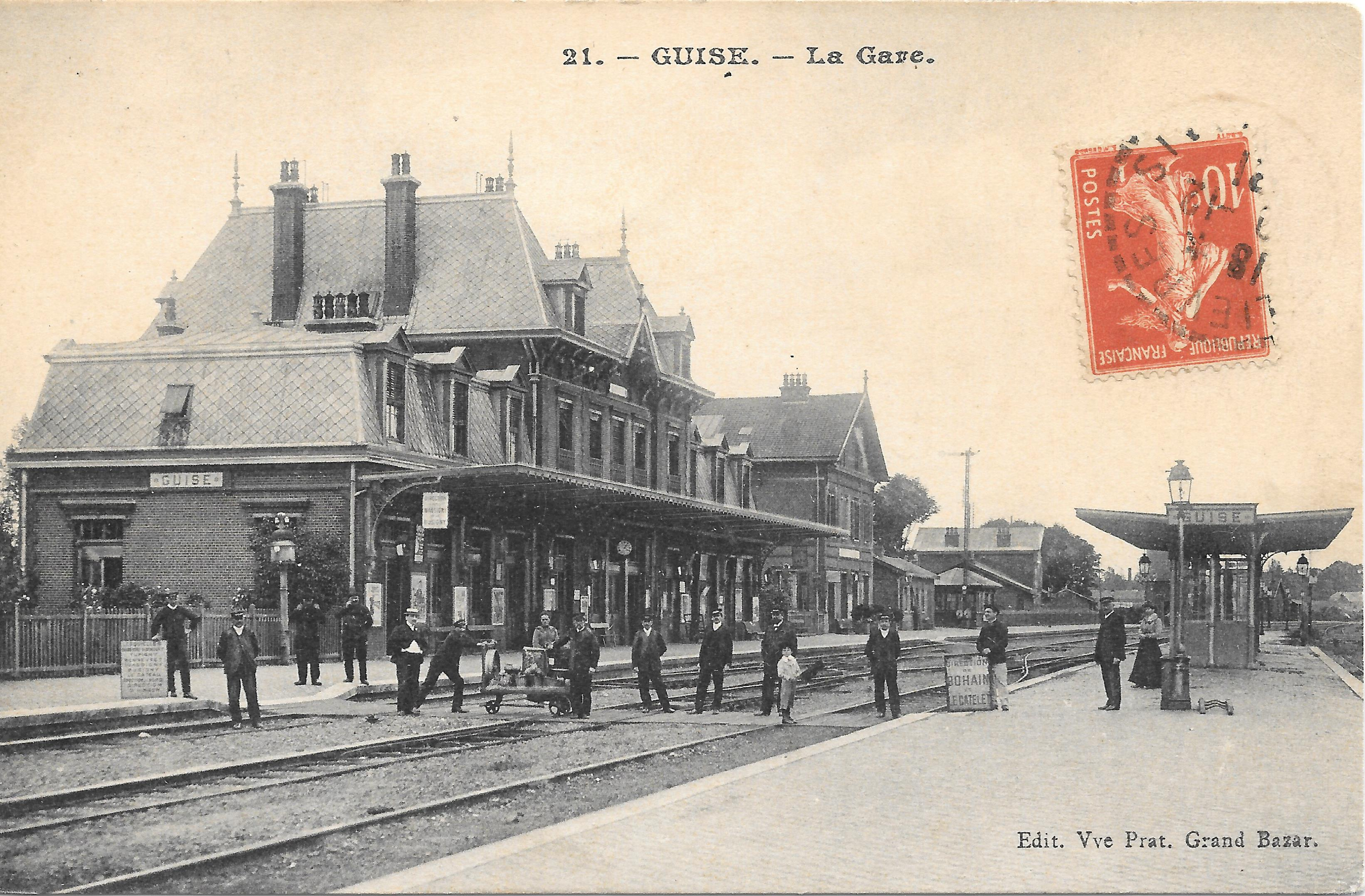
La gare vers 1910.
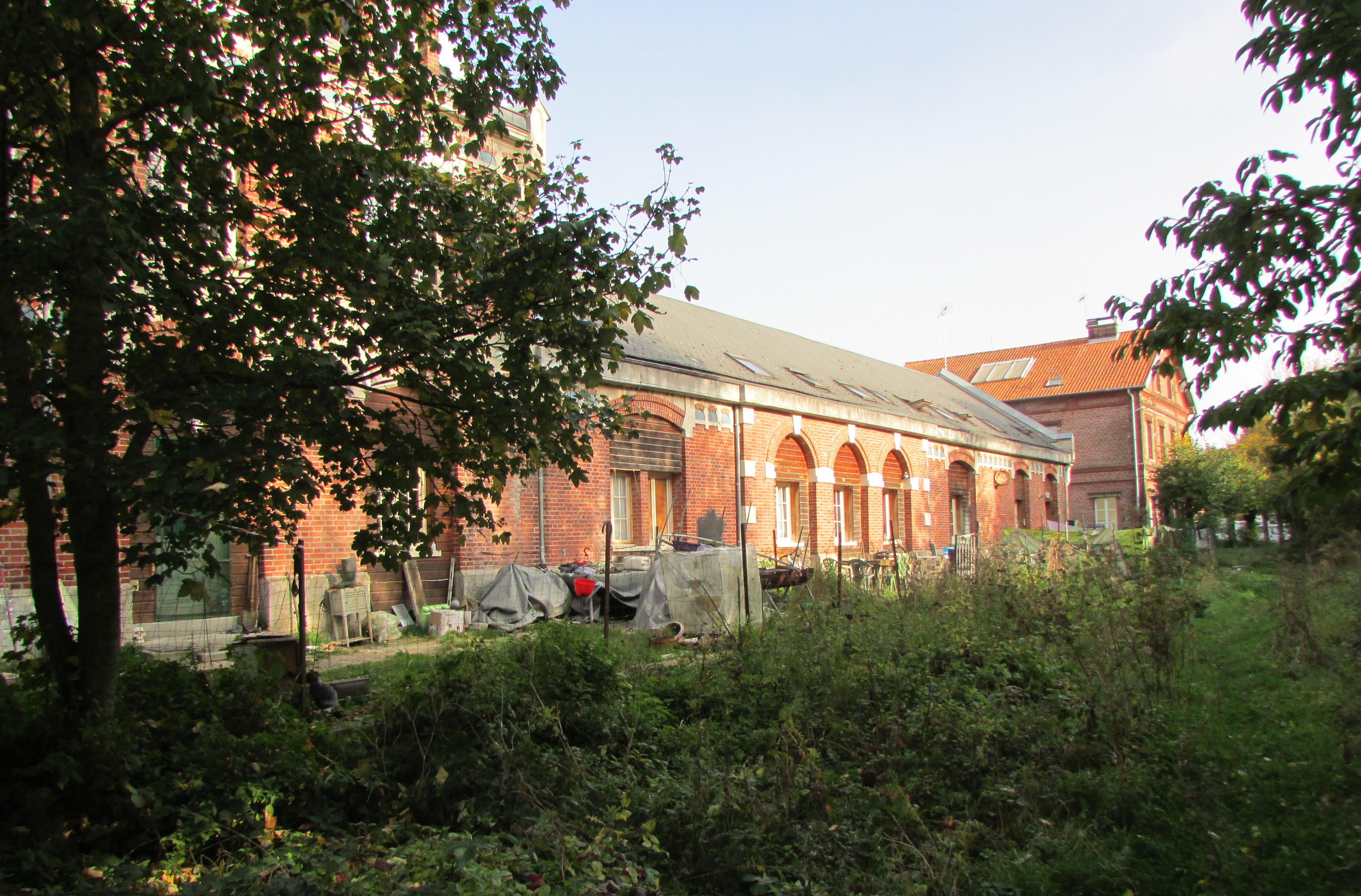
La gare de nos jours devenue une habitation.
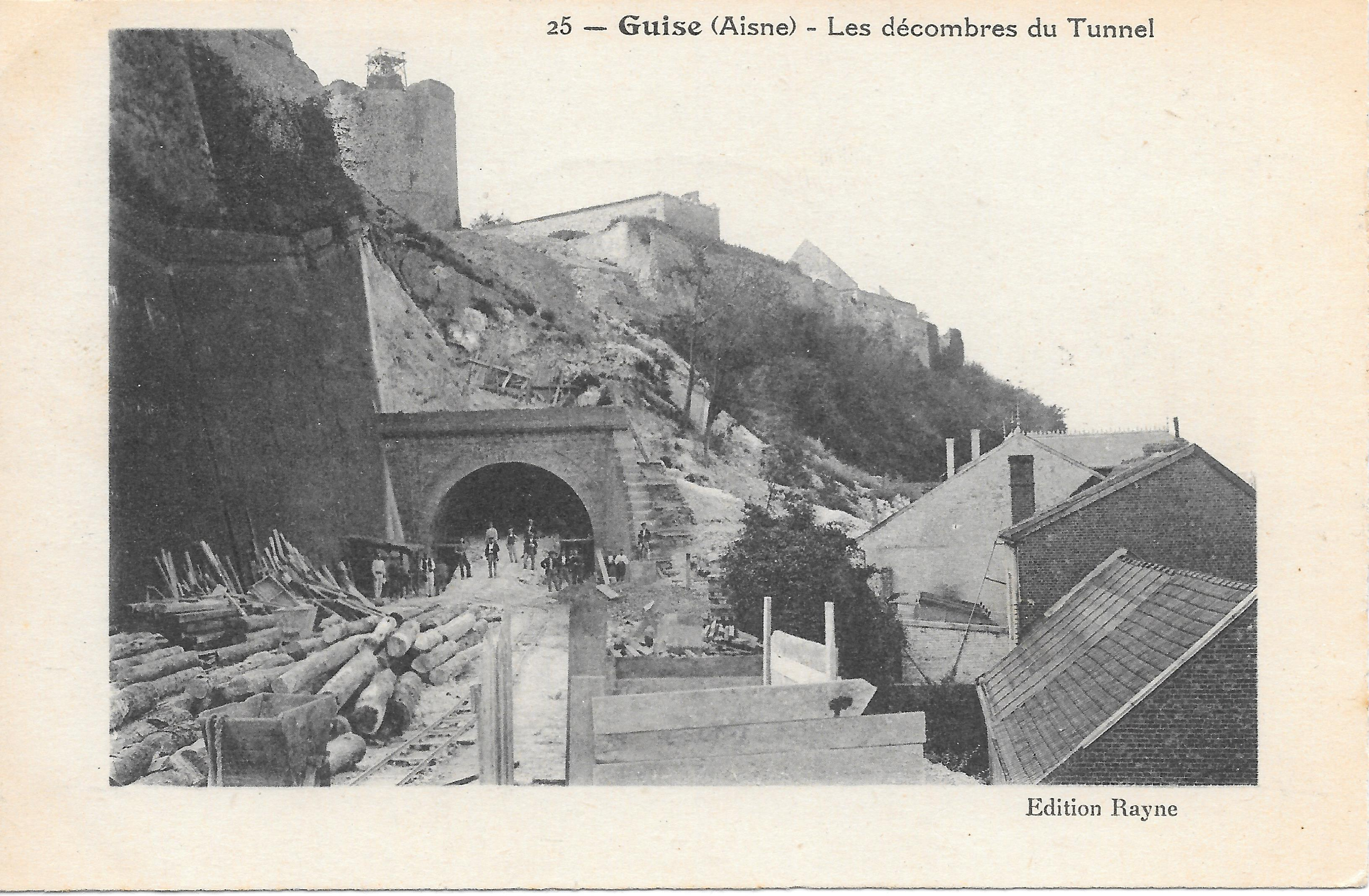
Le tunnel du chemin de fer après la guerre 1914-1918 (carte postale).
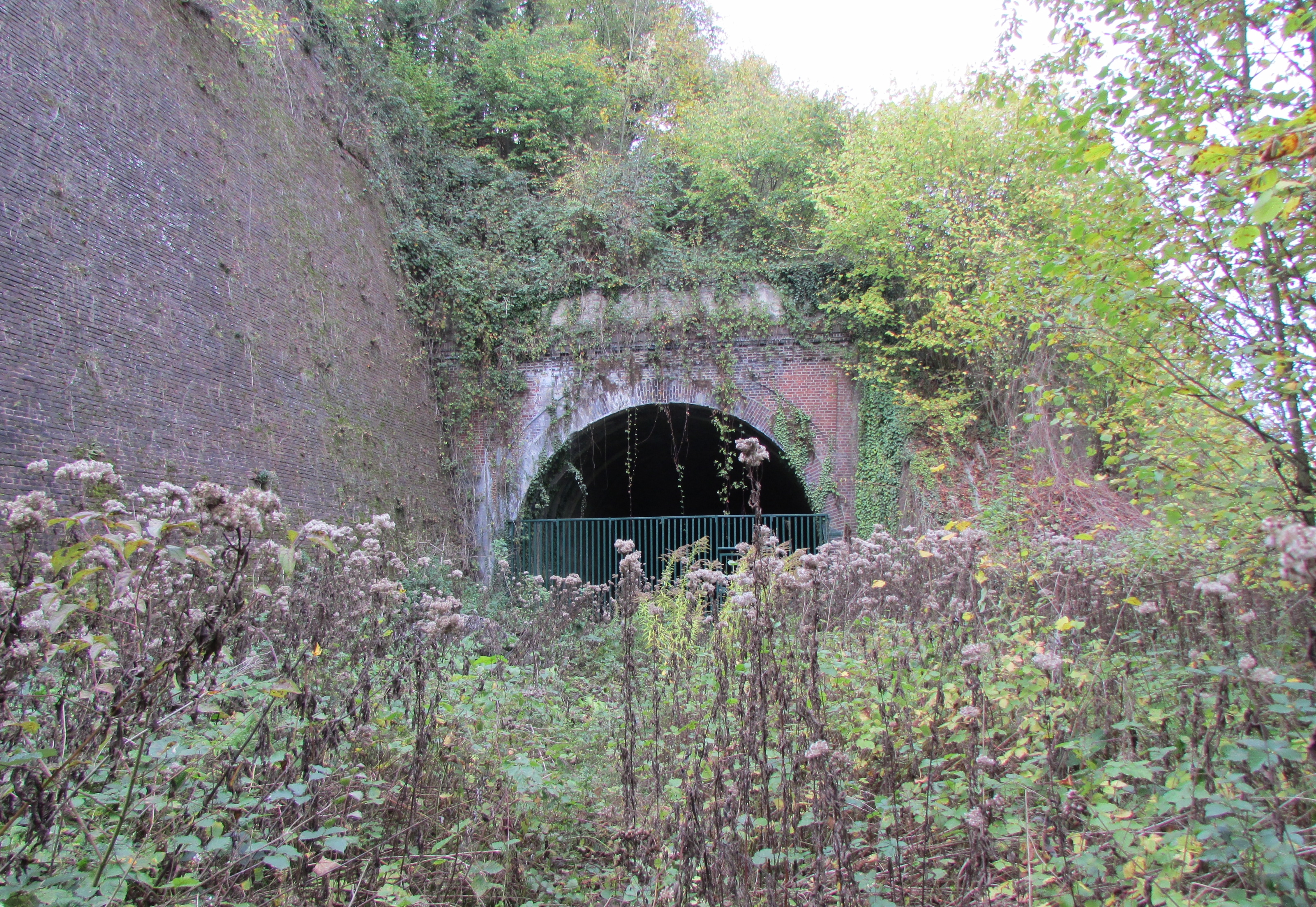
L'extrémité du tunnel condamné de nos jours.
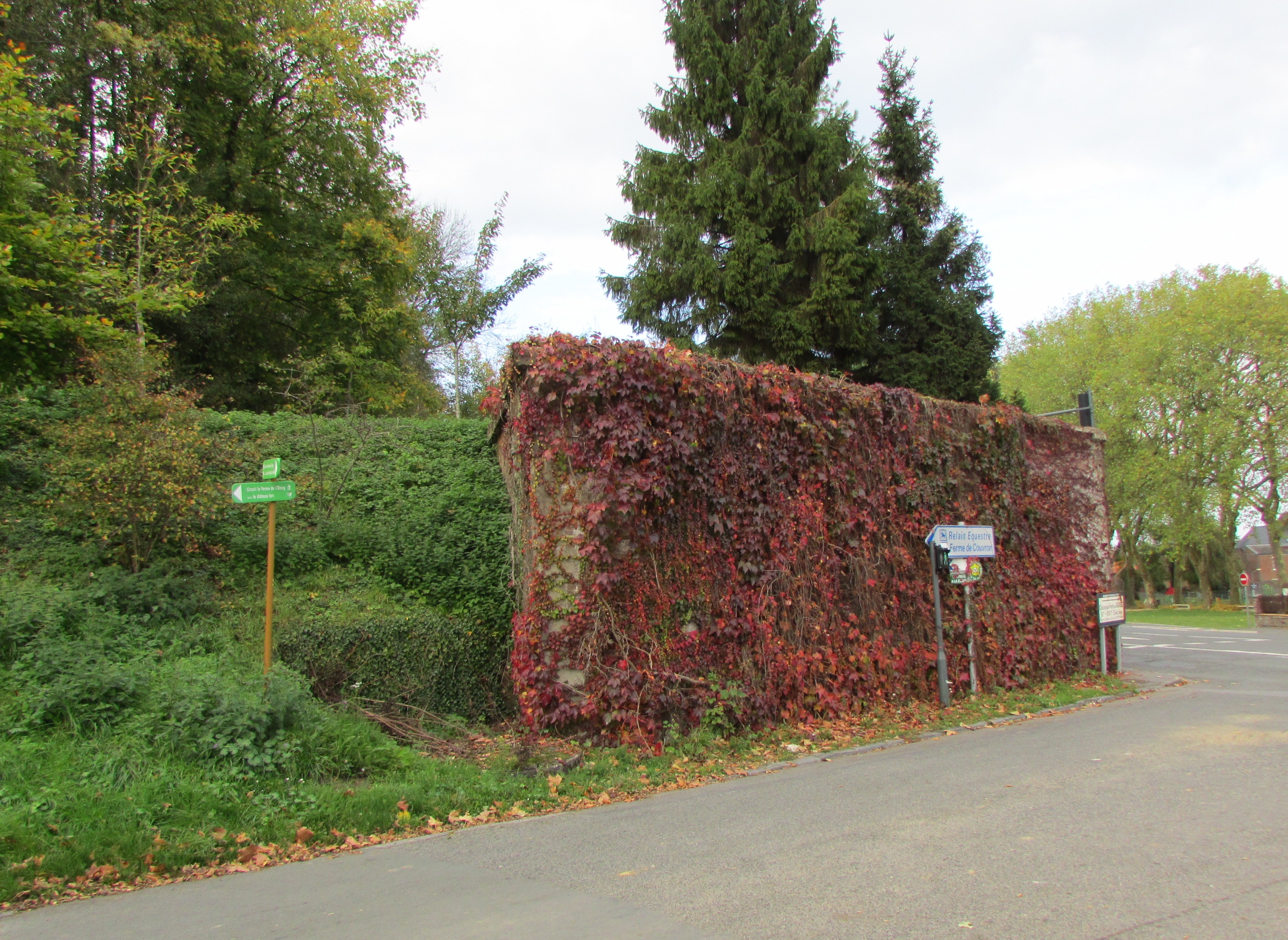
Les vestiges du « pont du fer » de Guise en 2017.
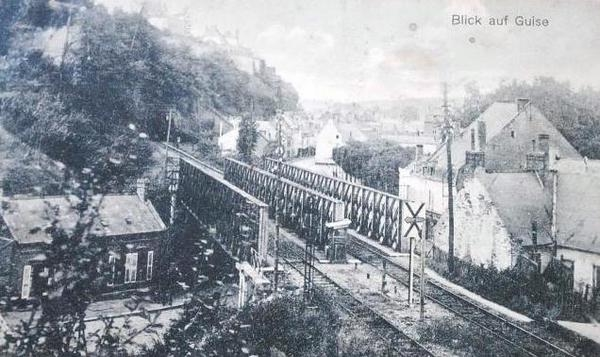
Le « pont de fer » vers 1915 (carte postale allemande).
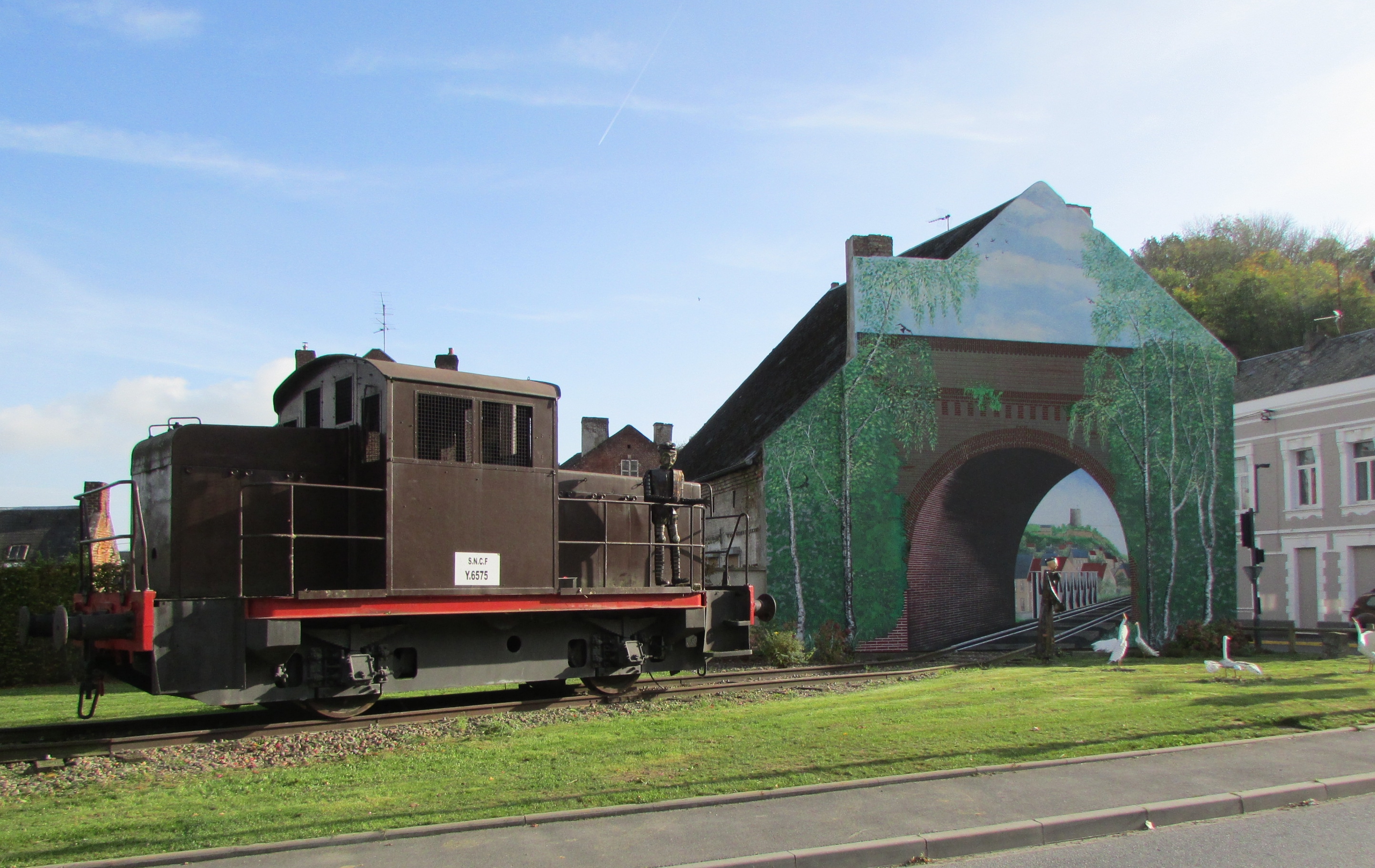
Evocation du riche passé ferroviaire de Guise en 2017.

#### Première Guerre mondiale
La ville, qui a compté 8 000 habitants avant 1914, fut pendant la Première Guerre mondiale l'épicentre de deux batailles, en 1914 et en 1918 :
- la bataille de Guise se déroula les 28 et 29 août 1914. Après la retraite stratégique franco-britannique, l'armée du général Lanrezac s'illustre en causant de lourdes pertes à la garde et au Xe corps d'armée prussien, commandé par le général Karl von Bülow ;

- la bataille de Guise de 1918 constitue une partie de la Bataille de la Sambre qui se déroula du 4 au 5 novembre 1918. L'armée du général Marie-Eugène Debeney inflige une défaite aux troupes rescapées du général Oskar von Hutier, qui doit abandonner la position de défense Hunding, composante de la Ligne Hindenburg. C'est le début de la reconquête de la vallée de l'Oise par les armées alliées.

La ville est très largement détruite à la fin de la guerre et a  été décoré de la Croix de guerre 1914-1918, le 4 septembre 1920.

#### Depuis 1918
La population remonte à 7 100 habitants en 1923. Le canton de 21 communes s'est repeuplé après guerre et atteint 16 750 habitants Puis la population stagne pour entamer un lent déclin. La ville compte moins de 6 000 habitants depuis 2000.

## Politique et administration
Guise a absorbé en 1965 la commune de Flavigny-le-Petit.

### Rattachements administratifs et électoraux
La commune se trouve depuis 1926 dans l'arrondissement de Vervins du département de l'Aisne. Pour l'élection des députés, elle fait partie depuis 1958 de la troisième circonscription de l'Aisne.
Elle était depuis 1793 le chef-lieu du canton de Guise. Dans le cadre du redécoupage cantonal de 2014 en France, ce canton, dont la commune est désormais le bureau centralisateur, est modifié, passant de 19 à 45 communes.

### Intercommunalité
La ville était le siège de la communauté de communes de la Région de Guise, créée fin 1993.
Dans le cadre des dispositions de la loi portant nouvelle organisation territoriale de la République du 7 août 2015, qui prévoit que les établissements publics de coopération intercommunale (EPCI) à fiscalité propre doivent avoir un minimum de 15 000 habitants, la petite Communauté de communes de la Thiérache d'Aumale a  fusionné avec celle de la Région de Guise, pour former le 1er janvier 2017, la communauté de communes Thiérache Sambre et Oise, dont Guise est le siège.

### Tendances politiques et résultats
Lors des élections municipales de 2008, la liste menée par le maire sortant, Daniel Cuvellier, avec Hugues Cochet comme colistier, est réélue, mais Daniel Cuvellier démissionne en 2010. Des élections municipales partielles sont donc organisées, remportées par Hugues Cochet (DVG) (57,10 % des suffrages exprimés, 1 134 voix), attant celle menée par Cédric Lajeunesse (SE), qui obtient 852 voix (42,90 %).
Lors des élections municipales de 2014 dans l'Aisne, la liste menée par le maire sortant, Hugues Cochet, est seule candidate et donc élue dès le premier tour.
Lors des élections municipales de 2020 dans l'Aisne, la liste menée par le maire sortant Hugues Cochet (divers gauche) remporte l'élection dès le premier tour, avec 79,15 % soit 1 359 voix, 25 élus au conseil municipal et 14 élus au conseil communautaire, contre celle menée par Nicolas Maineray (également divers gauche), directeur du château-fort de Guise qui obtient 20.85 % des suffrages exprimés, et obtient 2 élus au conseil municipal et un élu au conseil communautaire,,.

### Liste des maires
| Période       | Période                   | Identité        | Étiquette   | Qualité |
| ------------- | ------------------------- | --------------- | ----------- | --- |
| 1944          | 1945                      | Émile Lamart    | PCF         | |
| 1945          | 1945                      | Georges Pettgen |             | |
| 1945          | 1959                      | Maurice Cornu   |             | |
| 1959          | 1972                      | Jacques Juchli  |             | |
| 1972          | 1977                      | Jean Husson     |             | |
| 1977          | janvier 2010              | Daniel Cuvelier | PS          | Conseiller général de Guise (1982 → 2015) Démissionnaire |
| janvier 2010, | En cours (au 24 mai 2020) | Hugues Cochet   | PS puis DVG | Président de la CC de la Région de Guise (2014 → 2016) Président de la CC Thiérache Sambre et Oise (2017 → ) Conseiller départemental du canton de Guise (2021 → ) Réélu pour le mandat 2020-2026, |

### Distinctions et labels
Ville fleurie : trois fleurs attribuées en 2007 par le Conseil des Villes et Villages Fleuris de France au Concours des villes et villages fleuris.

## Population  et société

### Démographie

#### Évolution démographique
L'évolution du nombre d'habitants est connue à travers les recensements de la population effectués dans la commune depuis 1793. Pour les communes de moins de 10 000 habitants, une enquête de recensement portant sur toute la population est réalisée tous les cinq ans, les populations de référence des années intermédiaires étant quant à elles estimées par interpolation ou extrapolation. Pour la commune, le premier recensement exhaustif entrant dans le cadre du nouveau dispositif a été réalisé en 2005.

En 2022, la commune comptait 4 510 habitants, en évolution de −7,35 % par rapport à 2016 (Aisne : −1,97 %, France hors Mayotte : +2,11 %).
| 1793  | 1800  | 1806  | 1821  | 1831  | 1836  | 1841  | 1846  | 1851  |
| ----- | ----- | ----- | ----- | ----- | ----- | ----- | ----- | ----- |
| 3 085 | 3 039 | 3 097 | 2 729 | 3 072 | 3 241 | 3 543 | 3 528 | 4 060 |

| 1856  | 1861  | 1866  | 1872  | 1876  | 1881  | 1886  | 1891  | 1896  |
| ----- | ----- | ----- | ----- | ----- | ----- | ----- | ----- | ----- |
| 3 684 | 4 529 | 5 289 | 5 659 | 6 250 | 7 131 | 7 677 | 8 153 | 8 082 |

| 1901  | 1906  | 1911  | 1921  | 1926  | 1931  | 1936  | 1946  | 1954  |
| ----- | ----- | ----- | ----- | ----- | ----- | ----- | ----- | ----- |
| 7 310 | 7 776 | 8 099 | 6 185 | 7 097 | 7 110 | 6 981 | 6 031 | 6 091 |

| 1962  | 1968  | 1975  | 1982  | 1990  | 1999  | 2005  | 2006  | 2010  |
| ----- | ----- | ----- | ----- | ----- | ----- | ----- | ----- | ----- |
| 6 284 | 6 805 | 6 642 | 6 195 | 5 976 | 5 901 | 5 557 | 5 532 | 5 173 |

| 2015  | 2020  | 2022  | - | - | - | - | - | - |
| ----- | ----- | ----- | - | - | - | - | - | - |
| 4 919 | 4 559 | 4 510 | - | - | - | - | - | - |

#### Pyramide des âges
En 2021, le taux de personnes d'un âge inférieur à 30 ans s'élève à 32,9 %, soit en dessous de la moyenne départementale (34,5 %). À l'inverse, le taux de personnes d'âge supérieur à 60 ans est de 33,7 % la même année, alors qu'il est de 27,8 % au niveau départemental.
En 2021, la commune comptait 2 108 hommes pour 2 425 femmes, soit un taux de 53,50 % de femmes, légèrement supérieur au taux départemental (51,17 %).
Les pyramides des âges de la commune et du département s'établissent comme suit :
| Hommes | Classe d’âge | Femmes |
| ------ | ------------ | ------ |
| 0,9    | 90 ou +      | 3,5    |
| 7,6    | 75-89 ans    | 14,3   |
| 20,1   | 60-74 ans    | 20,5   |
| 18,4   | 45-59 ans    | 19,2   |
| 16,4   | 30-44 ans    | 12,7   |
| 20,3   | 15-29 ans    | 15,7   |
| 16,3   | 0-14 ans     | 14,1   |

| Hommes | Classe d’âge | Femmes |
| ------ | ------------ | ------ |
| 0,7    | 90 ou +      | 1,9    |
| 6,7    | 75-89 ans    | 9,5    |
| 18,1   | 60-74 ans    | 18,8   |
| 20,2   | 45-59 ans    | 19,6   |
| 18,1   | 30-44 ans    | 17,5   |
| 17,1   | 15-29 ans    | 15,2   |
| 19,2   | 0-14 ans     | 17,6   |

### Sport
- Pals Athletic Club, PAC de Guise, club de basket-ball. Fondé dans les années 1950, le club a remporté les championnats masculins régionaux de Picardie 2014 (RM3), 2015 (RM2), 2017 (PréNat) ainsi que le Trophée des Hauts-de-France (2017). L'équipe masculine évolue actuellement en championnat de France Nationale 3[41].
- Union sportive guisarde, club de football[42].
- Tennis de Table Guisard.

### Manifestations culturelles et festivités
Les Ducales. Cette fête médiévale annuelle,,,, organisée depuis 2004 sur un week-end durant la deuxième moitié du mois de juin depuis l'édition 2018 (elle avait lieu auparavant début août), fut parfois désignée sous le nom de « Grandes heures médiévales de Guise ». Certaines troupes de reconstitution historique y assurent des prestations plus d'une fois, comme la Compagnie Excalibur Île-de-France, revenue à nouveau en 2010.

## Culture locale et patrimoine

### Lieux et monuments
- Le Familistère, classé aux monuments historiques depuis 1991.

- Le château fort de Guise, dont le classement en tant que Monument historique de 1924 a été étendu en 2008.
- L'église Saint-Pierre-et-Saint-Paul, classée depuis 1927.
- L'église Saint-Médard.
- Maison située au 18 rue de la Citadelle, classée depuis 1998.
- L'hôtel Warnet, 113 place d'Armes, classé depuis 2002.
- Statue de Camille Desmoulins.
- L'axe vert de la Thiérache, long de 39 km et qui relie Guise à Hirson sur les emprises d'une ancienne voie ferrée. Il est inclus dans la véloroute TransEuropéenne Paris - Moscou.

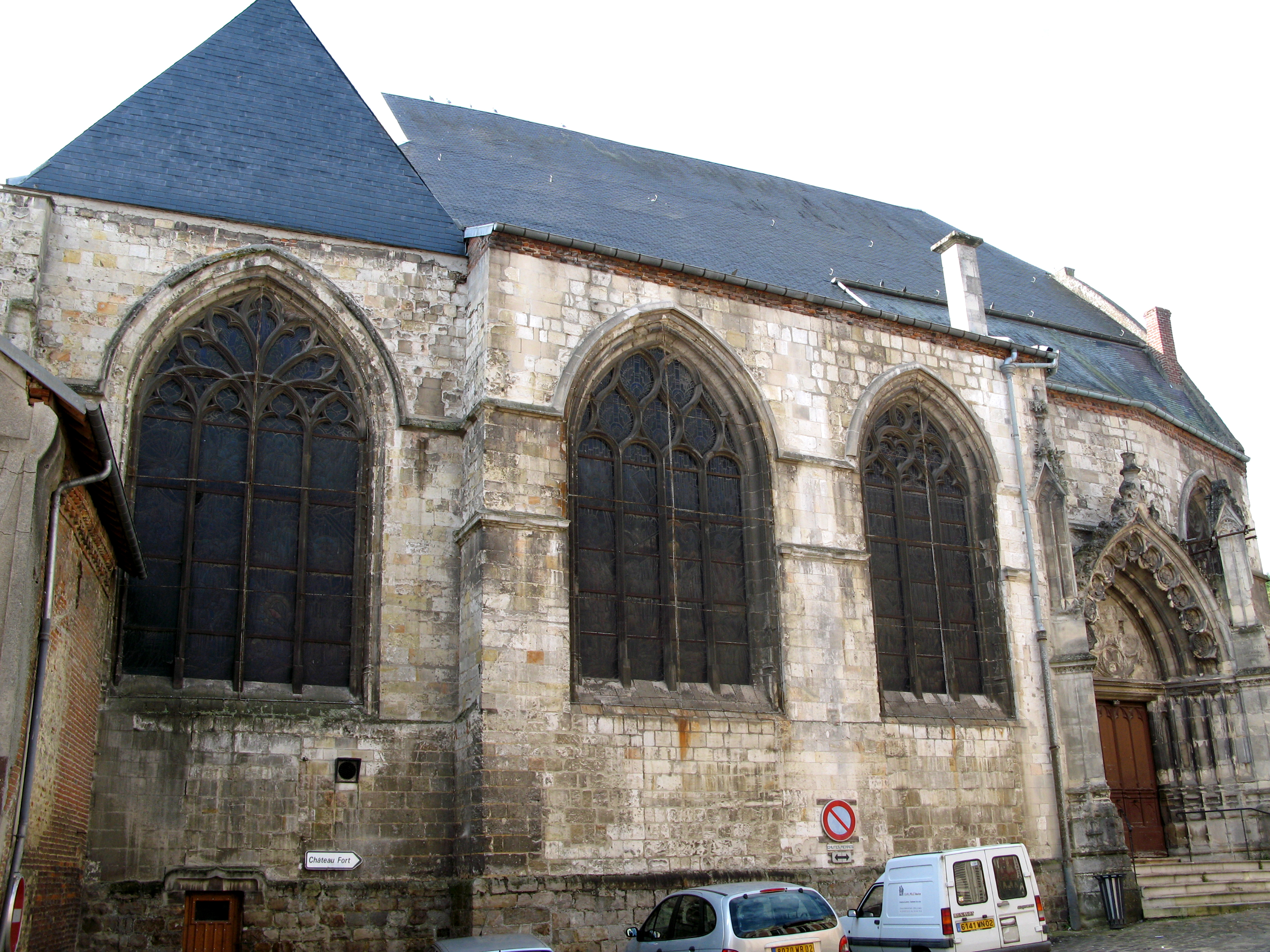
Église Saint-Pierre-et-Saint-Paul.
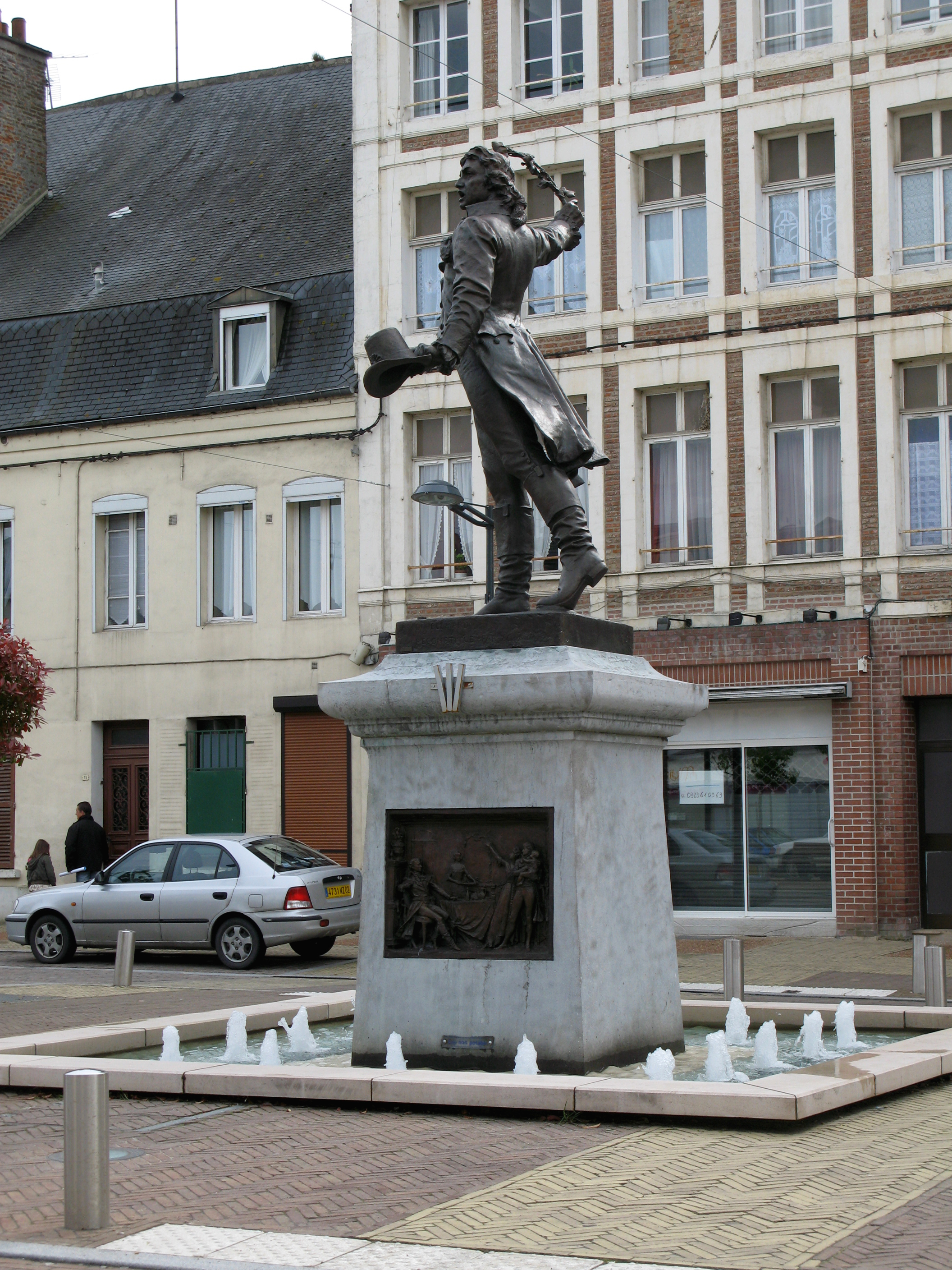
Statue de Camille Desmoulins.
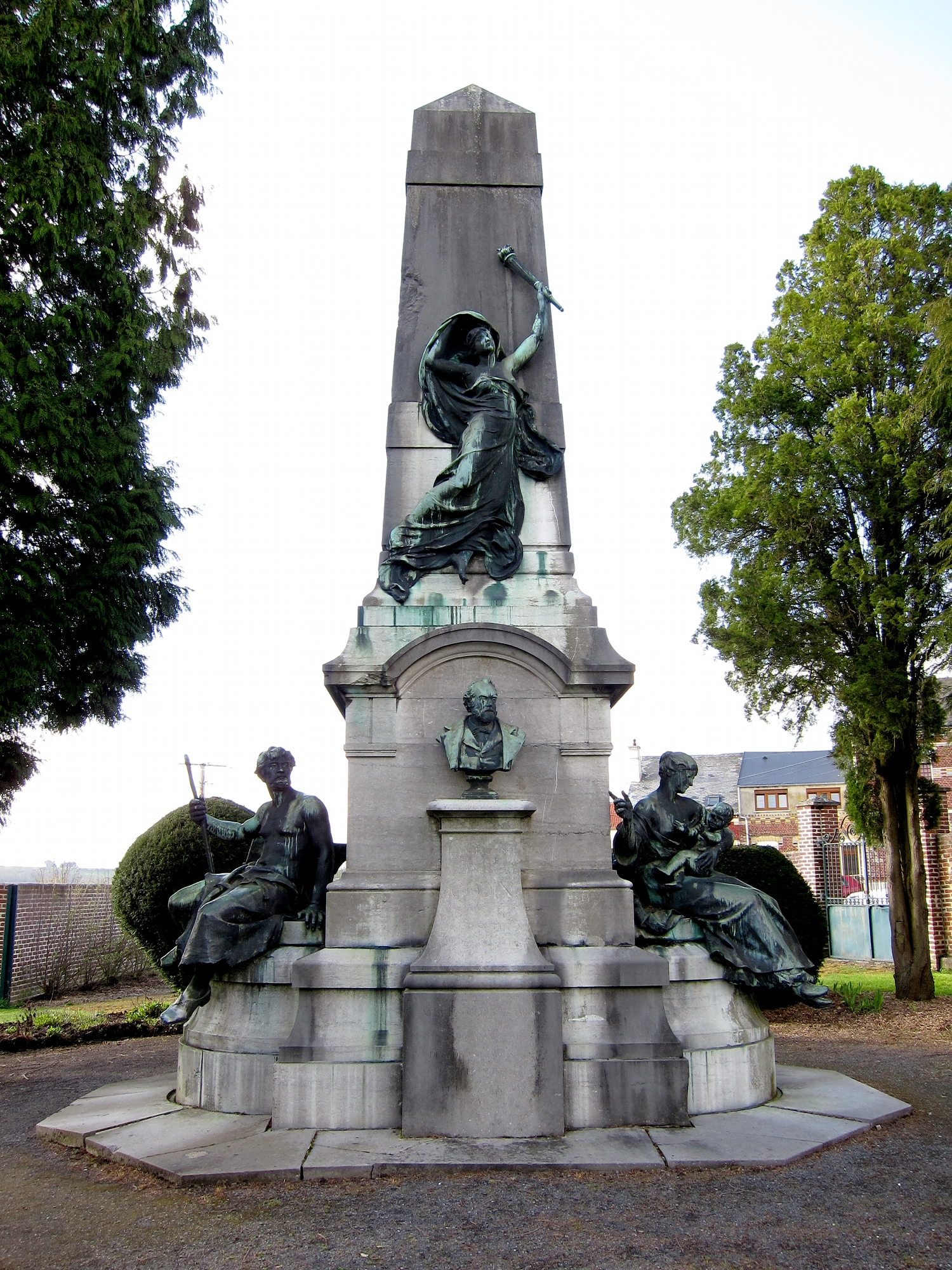
Tombeau de Jean-Baptiste Godin.

### Lieux de mémoire de la Grande Guerre
- Monument à la mémoire de la Ve Armée française, inauguré en 1929 :

Ce monument a été érigé à la mémoire des soldats de la Ve Armée française tombés lors de la bataille de Guise de 1914. Il est l'œuvre de Jean et Joël Martel.
Au centre du monument, une frise stylisée représente le commandement français donnant des ordres aux troupes, à droite, les cavaliers, à gauche les fantassins; à l'arrière-plan se distinguent les usines de Guise. Au bas de la frise, on peut lire cette inscription :
« À la gloire de la Cinquième armée française et de son chef le général Lanrezac - Bataille de Guise 28-29 août 1914 ».
Sur deux plaques latérales sont inscrits le nom des unités françaises ayant participé à la bataille.
- Monuments aux morts 
  - Le monument aux morts est érigé dans un petit parc à l'angle de la rue du Jeu-de-Paume et du boulevard Jean-Jaurès, il a été inauguré le 18 avril 1923. Ce monument est l'œuvre de l'architecte Charles Classet et du sculpteur André-Joseph Allar. Il est composé de deux ailes latérales surmontés  chacun d'une sorte de pot à feu d'où jaillit la « flamme éternelle ». Ses deux ailes sont réunies par une partie centrale au-dessus de laquelle a été érigée une statue de femme, allégorie de la "ville de Guise", protégeant ses enfants[51].
  - Monument aux morts du Familistère dû aux frères Jean et Joël Martel, il a la forme d'un mur au centre duquel a été érigée la statue imposante d'un poilu.
  - Monument aux morts de Flavigny-le-Petit, commune rattachée à Guise depuis 1966.
- Cimetières militaires et nécropoles
  - Nécropole nationale de La Désolation :
Ce cimetière militaire français se trouve sur le territoire de la commune de Guise au lieu-dit la Désolation près du hameau de Flavigny-le-Petit.
Le cimetière contient 2 643 corps dont 1 491 en ossuaires. Des soldats de plusieurs nationalités y reposent : des Français pour la plupart ainsi que, 31 Belges, 47 Britanniques et 1 Canadien, 13 Russes et 1 Roumain. Des soldats français tombés pendant les deux guerres mondiales reposent dans des tombes individuelles et deux ossuaires de part et d'autre d'un mémorial avec les noms de ceux qui ont pu être identifiés. On trouve également un carré militaire belge, un carré militaire des britanniques et un carré militaire russe.
Les corps de 428 combattants de la Seconde Guerre mondiale y sont également inhumés.
  - La nécropole nationale de Flavigny-le-Petit.
  - Cimetière militaire allemand de La Désolation à Flavigny-le-Petit :
Les corps de 2 336 soldats allemands y sont inhumés dont 1 436 dans des tombes individuelles matérialisées par des croix en pierre (croix en pierre) dans cette nécropole et 911 inhumés dans l'ossuaire (16 ont pu être identifiés).

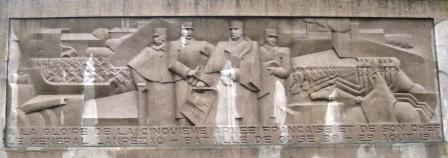
Frise sculptée du monument à la Ve Armée.
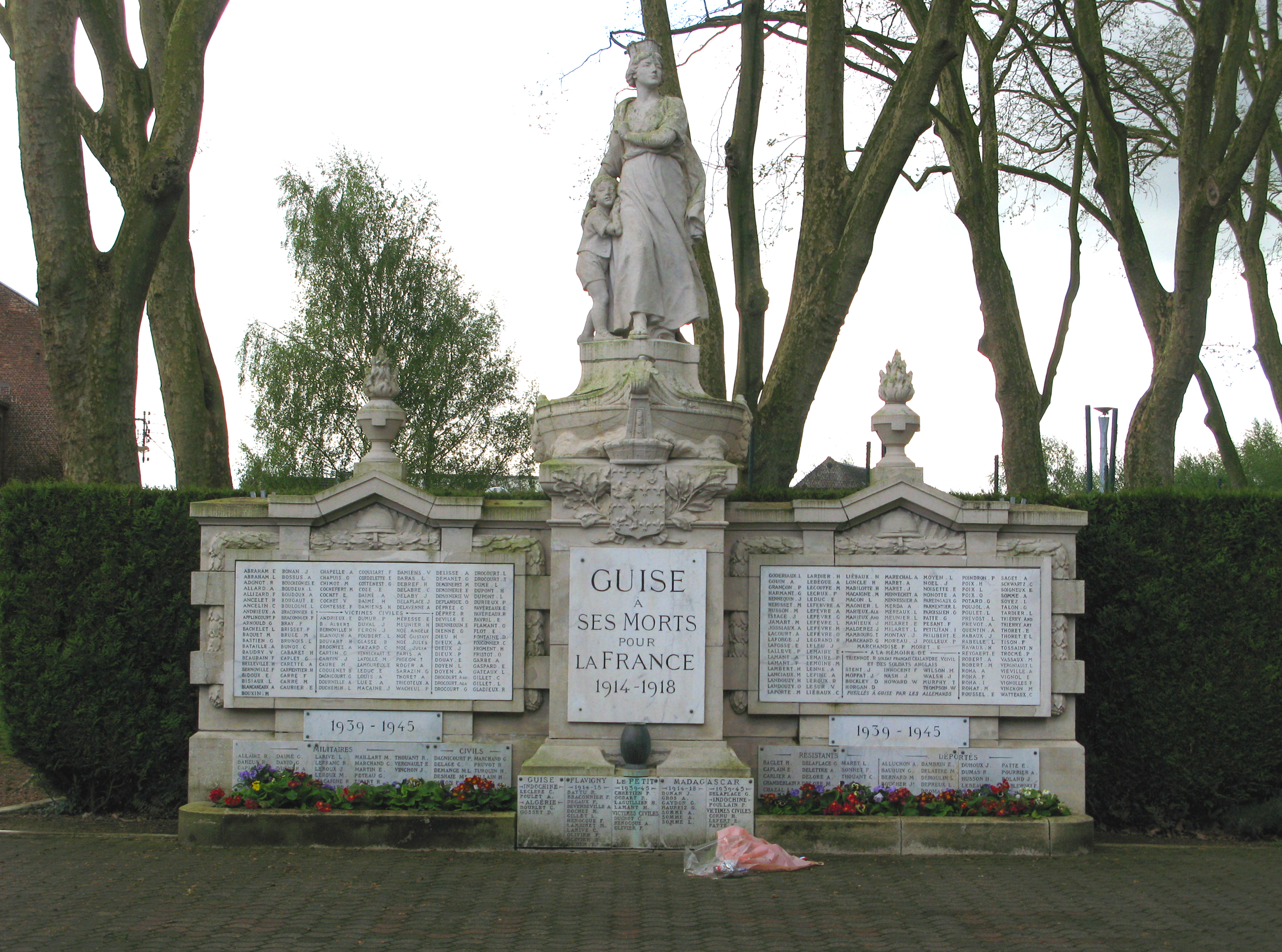
Le monument aux morts.
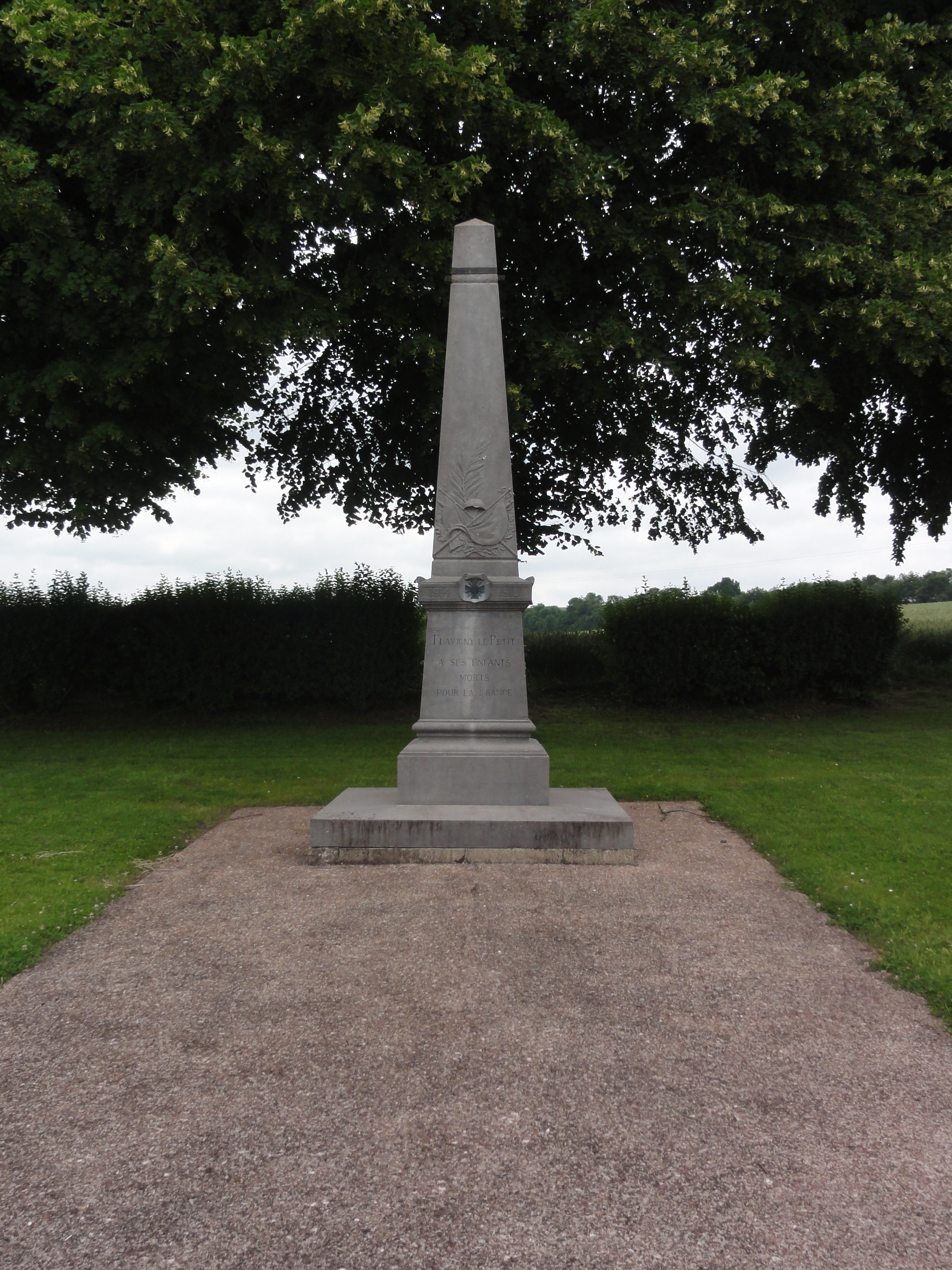
Monument aux morts de Flavigny-le-Petit.

### Personnalités liées à la commune

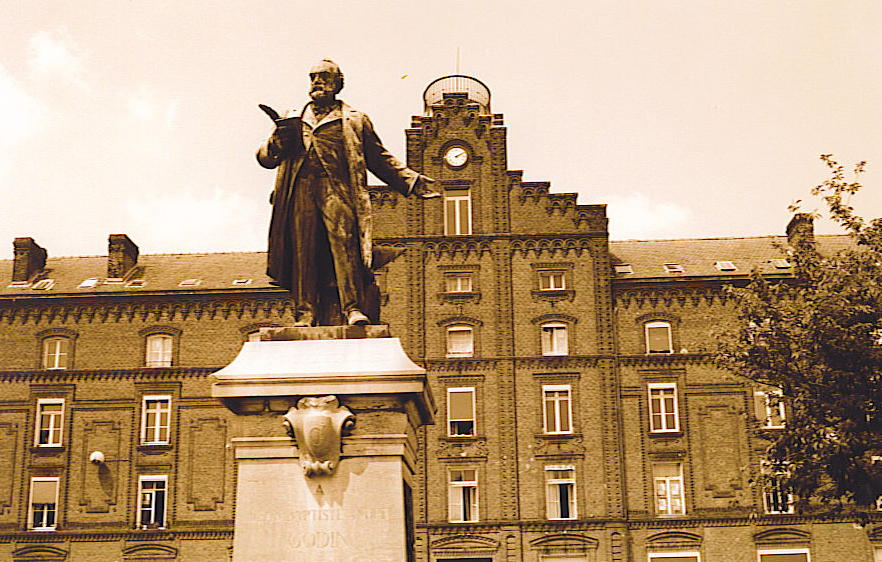
Statue de Jean-Baptiste André Godin dans le familistère.

- Pierre Nicolas d'Agoult (1733-1801), général des armées de la République, né à Guise, décédé à Paris.
- François Emmanuel Debranges (1743-1804), homme politique, député de la Marne de 1791 à 1792.
- Antoine Balland (1751-1821), général des armées de la République, né à Le Pont-de-Beauvoisin, mort à Guise.
- Jacques de Billy de Prunay (1535–1581), né à Guise.
- Geoffroy de Billy (1536-1612), né à Guise.
- François Boussus (1830-1899) industriel français.
- Gabriel Busiau (1902-1942), né à Guise, officier des Forces navales françaises libres (FNFL).
- Camille Desmoulins (1760-1794), avocat, journaliste et révolutionnaire français, né à Guise.
- Paul-Alexis Dubois (1754-mort au combat le 4 septembre 1796 à Rovereto), général des armées de la République (nom gravé sous l'Arc de Triomphe).
- Camille Godelle (1832-1899), homme politique français né à Guise.
- Jean-Baptiste André Godin (1817-1888), industriel ayant fondé les entreprises Godin.
- Charles Ier de Guise (1571-1640), prince français.
- Nicolas Abraham de La Framboisière (1560-1636), né à Guise.
- Charles-Louis Lesur (1770-1849), homme de lettres et essayiste politique français.
- Claude de Lorraine (1496-1550), premier duc de Guise.
- François de Lorraine (1519-1563), deuxième duc de Guise.
- Henri de Lorraine (1550-1588), troisième duc de Guise.
- Louis Joseph de Lorraine, duc de Guise (1650-1671), duc de Joyeuse et prince de Joinville.
- Louis de Lorraine (1527-1578), cardinal de Guise.
- Jean II de Luxembourg-Ligny (1392-1441), comte de Guise de 1425 à 1441.
- Jeanne Macherez (1852-1930), née à Guise, résistante de la Première Guerre mondiale.
- Jacques Mahieux (1946-2016), musicien français.
- Pascal Massuel (1963- ), épéiste français.
- Achille Peigné-Delacourt (1797-1881), historien archéologue, décédé à Guise le 14 juin 1881.
- Geneviève Prémoy alias chevalier Balthazard (1660-1706) militaire sous Louis XIV
- Jean-Nicolas Savary (1786-1853), bassoniste et facteur de basson, né à Guise.
- Jean-Luc Sokal (1961- ), footballeur français.
- Sylvie-Catherine De Vailly (1966- ), romancière française.
- Jean Louis de Viefville des Essarts (1744-1820), mort à Guise.

### Héraldique
| Blason de Guise | Blason  | D'azur semé de fleurs de lys d'or, au lion d'argent au canton dextre du chef. Ornements extérieursCroix de guerre 1914-1918 |
| Blason de Guise | Détails | Blason adopté par la municipalité.                                                                                          |

## Pour approfondir